# Adeona macrothyris
Adeona macrothyris är en mossdjursart som beskrevs av Gustav Heinrich Kirchenpauer 1880. Adeona macrothyris ingår i släktet Adeona och familjen Adeonidae. Inga underarter finns listade i Catalogue of Life.